# Parc des arts asiatiques (métro de Foshan)
Parc des arts asiatiques (chinois simplifié : 亚艺公园 ; chinois traditionnel : 亞藝公園, en anglais : Yayi Park) est une station de la ligne 3 du métro de Foshan. Elle est située sous l’intersection de la voie Wenhua-Millieu et la voie Lujing-2, dans le district de Chancheng de la ville Foshan, sur le territoire de la province Guangdong, en Chine.

## Situation sur le réseau

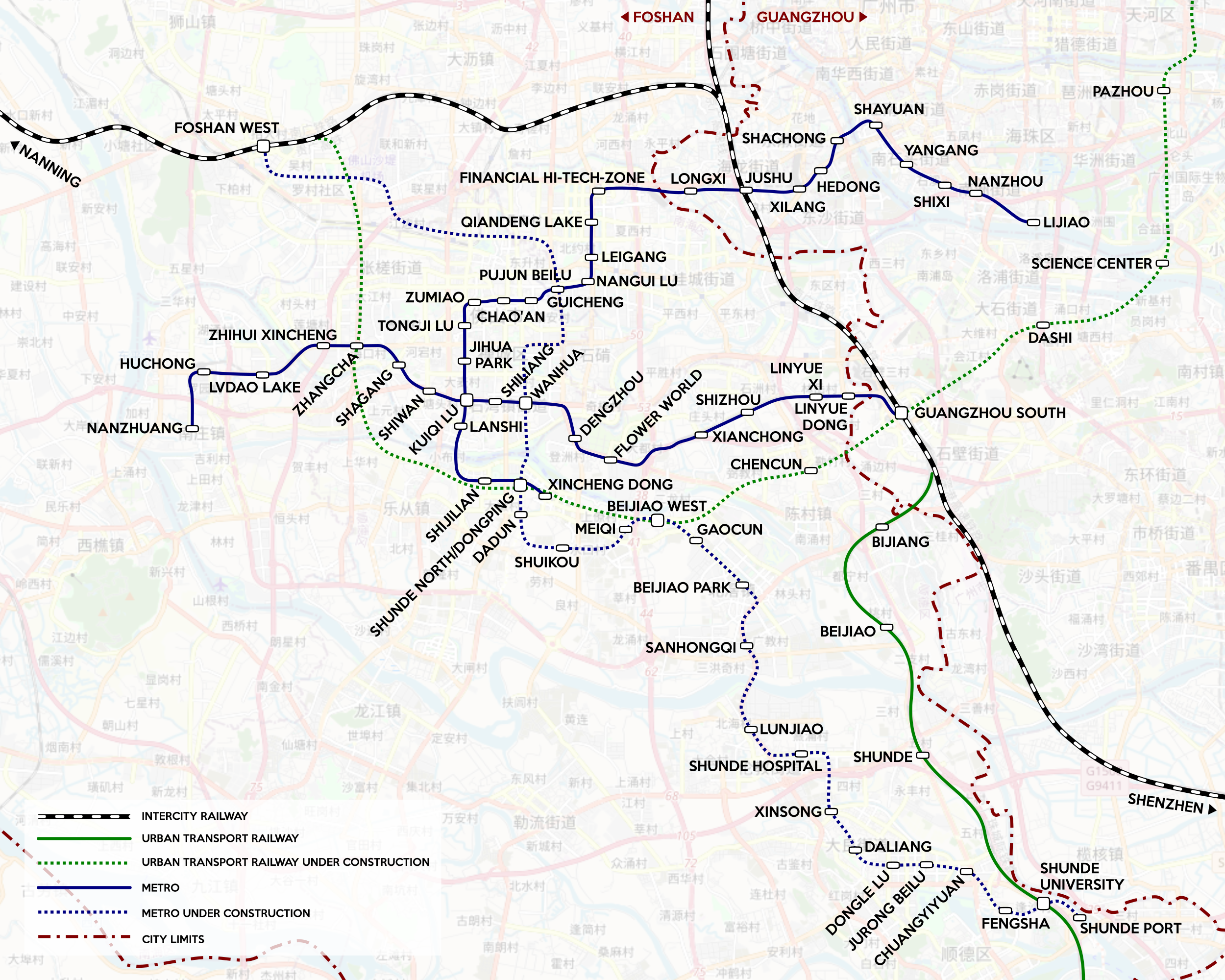
Plan du réseau du métro, en 2022.

Établie en souterrain, la station Parc des arts asiatiques, est une station de passage de la ligne 3 du métro de Foshan : elle est située entre la station Route Jihua-6, en direction du terminus nord Zhen’an, et la station Wanhua, en direction du terminus sud-est Gare du Collège-de-Shunde.

## Histoire
Pendant la planification de la ligne, la station fut nommée Shencun (深村), qui est le nom du village à côté de la station. Néanmoins, la station est renommée « Parc des arts asiatiques », portant le nom du parc proche de la station. La station est ouverte le 28 décembre 2022, parallèlement aux autres stations de la 1re phase de la ligne 3.

## Services aux voyageurs

### Accès et accueil
Station souterraine, elle est située sous l’intersection des voies routières Wenhua-Millieu et Lujing-2, dans le district de Chancheng. Elle dispose de quatre bouches, nommées A, B, C et D, notamment équipées d'escaliers, d'escaliers mécaniques et d'ascenseurs pour permettre les circulations entre la surface et : le premier sous-sol, avec le hall d'accueil et la billetterie ; le deuxième sous-sol avec le quai central et les deux voies. La bouche A dessert la route Lujing-2, la bouche B la route Wenhua-Millieu, la bouche C la route Lujing-3 et le parc des arts asiatiques, la bouche C la route Wenhua-Millieu, le parc Wenhua et l'hôpital populaire de Foshan.

### Desserte
Parc des arts asiatiques dispose d'un quai central, équipé de portes palières et encadré par les deux voies de la ligne,. 

### Intermodalité
Des arrêts de bus sont situés à proximité.